# Rhipipalloidea madangensis
Rhipipalloidea madangensis är en stekelart som beskrevs av Maeyama, Machida och Mamoru Terayama 1999. Rhipipalloidea madangensis ingår i släktet Rhipipalloidea och familjen Eucharitidae.
Artens utbredningsområde är Papua Nya Guinea. Inga underarter finns listade i Catalogue of Life.